# KAZTOKEN

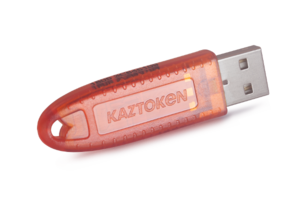
Классическая модель KAZTOKEN

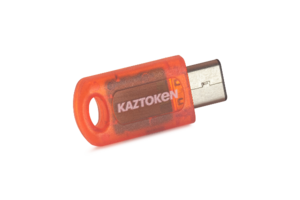
Устройство KAZTOKEN с интерфейсом USB Type-C

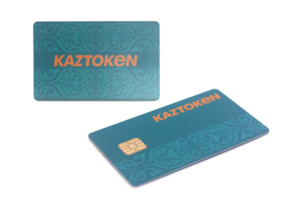
Смарт-карта KAZTOKEN

KAZTOKEN — линейка персональных средств аутентификации и формирования ЭЦП (электронно цифровой подписи), выполненных в виде USB устройств или смарт-карт. Производятся казахстанской компанией ТОО «Цифровой поток - Инновации».

## Типы устройств KAZTOKEN
- KAZTOKEN - стандартная модель выполненная в виде компактного устройства с USB интерфейсом (тип А)
- KAZTOKEN micro - компактная модификация стандартной модели
- KAZTOKEN Type-C - модификация стандартной модели с интерфейсом USB Type-C
- KAZTOKEN SC - смакрт-карта
- KAZTOKEN SC NFC - смарт карта с дополнительным беспроводным NFC интерфейсом

## Общие технические характеристики

### Аппаратная платформа
Устройства KAZTOKEN построены на базе ARM микроконтроллеров и специализированных микроконтроллеров для смарт-карт.

### Объем памяти
Во всех моделях KAZTOKEN доступно не менее 64 КБ защищенной памяти для хранения пользовательской информации.

### Программная реализация
Весь функционал устройств KAZTOKEN реализована в соответствующих микропрограммах в соответствии с ISO/IEC 7816.

### Реализованные криптографические алгоритмы
В устройствах KAZTOKEN реализованы следующие криптографические алгоритмы (не все алгоритмы доступны во всех моделях):
- ЭЦП ГОСТ 34.310-2004
- ЭЦП ГОСТ 34.10-2018
- ЭЦП RSA (1024, 2048, 4096 бит)
- ЭЦП ECDSA
- Хеширование ГОСТ 34.311-95
- Хеширование ГОСТ 34.11-2018
- Симметричное шифрование ГОСТ 28147-89
- Симметричное шифрование ГОСТ 34.12-2018 (Магма и Кузнечик)

### Работа с закрытыми ключами
Все модели KAZTOKEN спроектированы таким образом, что закрытые ключи никогда не покидают устройства. Генерация ключей, а также все необходимые криптографические операции производятся самим устройством.

### Поддерживаемые операционные системы
- Windows Server 2008 и новее.
- Windows 7 и новее.
- Дистрибутивы GNU/Linux.
- macOS Catalina и новее.
- Android (необходима поддержка OTG либо NFC).

## Применение
Устройства KAZTOKEN представляют собой аппаратную реализацию казахстанского стандарта электронной цифровой подписи. Они предназначены для использования в качестве защищенного ключевого носителя в казахстанских системах, использующих инфраструктуру открытых ключей, в системах юридически значимого электронного документооборота и в других информационных системах, использующих технологии электронной цифровой подписи.

## Совместимость
Удостоверяющие центры:
- НУЦ РК
- УЦ КЦМР
- УЦ ГО РК

Информационные системы:
- Портал электронного правительства РК - https://egov.kz
- Портал электронного лицензирования РК - https://elicense.kz
- Кабинет налогоплательщика РК - https://cabinet.kgd.gov.kz/knp/main/index
- Судебный кабинет РК - https://office.sud.kz/
- Сервис подписи и проверки электронных документов АО "НИТ" - https://ezsigner.kz
- Сервис обмена цифровыми подписями - https://sigex.kz/

Устройства KAZTOKEN совместимы с программным обеспечением НИЛ «Гамма Технологии», в том числе с ПО «ТУМАР-CSP» и «CryptoSocket», а так же с ПО NCALayer, предоставляемым НУЦ РК.

## Сертификация
Разные модели устройств KAZTOKEN сертифицированы по стандарту СТ РК 1073-2007 «Средства криптографической защиты информации. Общие технические требования» на третий и четвертый уровни безопасности.